# Encefalitis por arbovirus
La encefalitis por arbovirus corresponde a aquellas infecciones del sistema nervioso central producida por arbovirus.
Algunas de las más frecuentes son las siguientes:
- Encefalitis de California
- Encefalitis japonesa
- Encefalitis de San Luis
- Encefalitis transmitida por garrapatas
- Fiebre del Nilo Occidental
- Artritis epidémica chikunguña
- Enfermedad de Sindbis
- Encefalitis del valle del río Murray
- Enfermedad de la selva de Kyasanur
- Fiebre del valle del Rift
- Fiebre pappataci
- Encefalitis equina del oeste
- Encefalitis equina del este
- Encefalitis equina venezolana